# 易卜拉希馬·西塞
易卜拉希馬·西塞（法語：Ibrahima Cissé；2001年2月15日—）是一位馬利足球運動員，在場上的位置是中後衛。他現在效力於沙爾克04。他的哥哥萨利夫和卡利法也都是职业足球运动员。